# 오보로 무라마사
《오보로 무라마사》(일본어: 朧村正, 영어: Muramasa: The Demon Blade)는 바닐라웨어가 제작한 2009년 액션 롤플레잉 게임이다. 닌텐도 Wii로 발매되어 일본에서 마벨러스 엔터테인먼트, 북아메리카에서 이그니션 엔터테인먼트, 유럽에서 라이징 스타 게임즈가 유통하였다. 플레이스테이션 비타로 확장된 버전이 2013년 발매되었으며, 이는 일본 유통을 마벨러스 AQL이, 그 외 지역을 에이케이시스 게임즈가 맡았다. 2D 스크롤 시점에서 진행형 격투 게임 시스템을 기반으로, 레벨이나 임무 등의 롤플레잉 요소들이 포함된 게임플레이로 구성되어 있다.
일본 에도 시대의 혼슈를 배경으로 하고 있으며, PS 비타판은 일본의 전통 설화를 소재로 한 네 편의 단독 다운로드 가능 콘텐츠 스토리를 추가로 담고 있다.